# Zenone di Rodi
Zenone di Rodi (fl. II secolo a.C.) è stato uno storico greco antico, attivo nella prima metà del II secolo a.C..

## Biografia
Scrisse una Storia di Rodi, usata da Polibio, che ne critica però lo sciovinismo.
Oltre alla testimonianza di Polibio, ne restano due ampi frammenti citati da Diodoro Siculo.

## Edizione
K. Müller, Fragmenta historicorum Graecorum 3. Paris, Didot, 1841-1870, pp. 175-182.
Le testimonianze e i frammenti sono raccolti da Jacoby in FrGrHist 523.